# Schwan (Schmetterling)
|  | Dieser Artikel wurde aufgrund von formalen oder inhaltlichen Mängeln in der Qualitätssicherung Biologie im Abschnitt „Insekten“ zur Verbesserung eingetragen. Dies geschieht, um die Qualität der Biologie-Artikel auf ein akzeptables Niveau zu bringen. Bitte hilf mit, diesen Artikel zu verbessern! Artikel, die nicht signifikant verbessert werden, können gegebenenfalls gelöscht werden. Lies dazu auch die näheren Informationen in den Mindestanforderungen an Biologie-Artikel. |

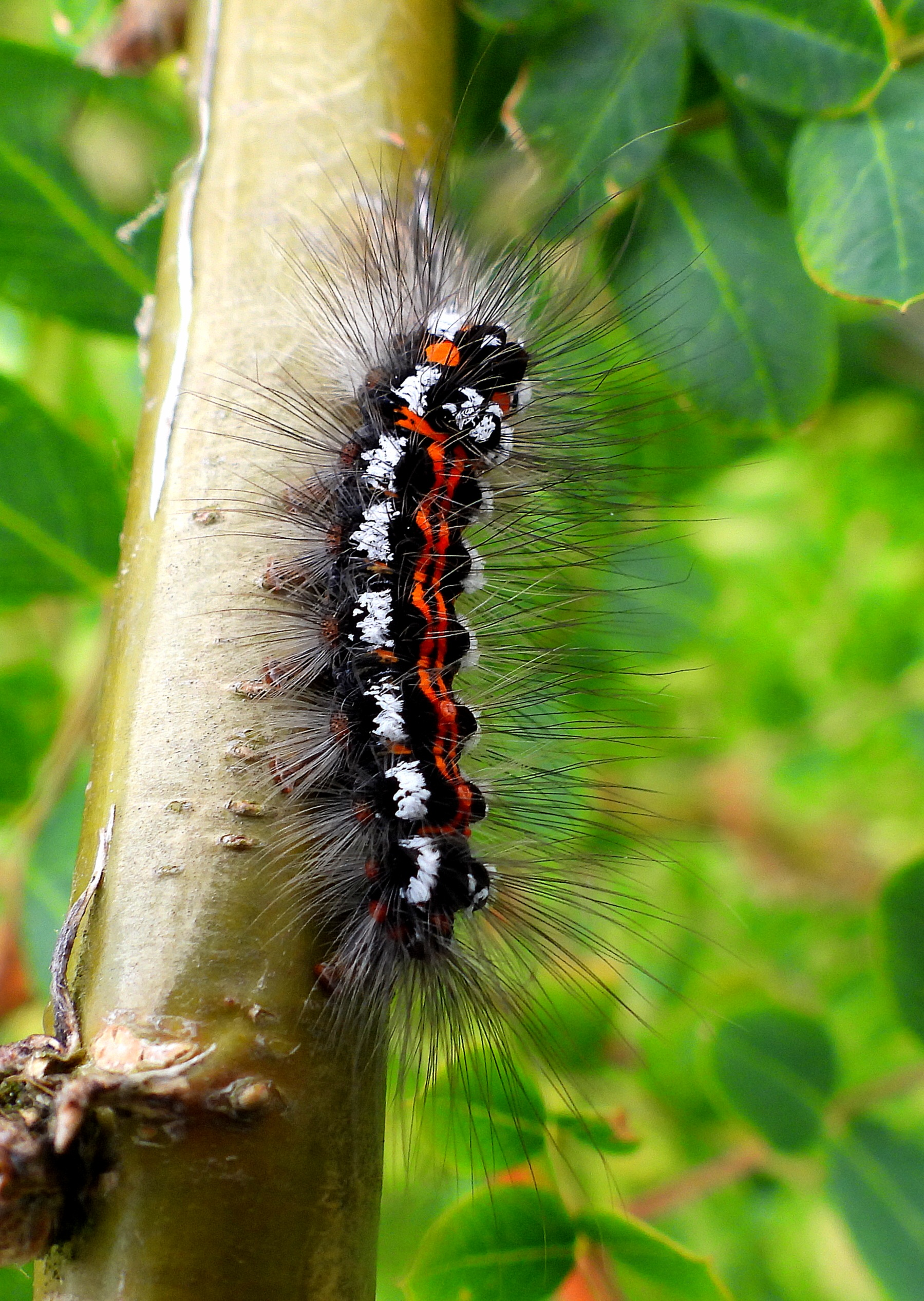
Raupe des Schwans an einem Erbsenstrauch

Der Schwan (Sphrageidus similis) ist ein Schmetterling (Nachtfalter) aus der Unterfamilie der Trägspinner (Lymantriinae) innerhalb der Familie der Eulenfalter (Noctuidae).

## Merkmale
Die Falter erreichen eine Vorderflügelspannweite von 30 bis 36 Millimeter. Die Weibchen sind deutlich größer als die Männchen. Vor allem der Hinterleib wirkt um einiges mächtiger, denn dieser enthält die 200 Eier und die Stoffe, die für ihre Produktion notwendig sind. Die Flügelfarbe ist schneeweiß mit einem dunklen Fleck an der oberen Seite der Vorderflügel. Am hinteren Ende des Hinterleibs findet man einen auffallend gelben Haarbüschel, der dem des Goldafters ähnelt. Teilweise kommen auch andere Farbvarianten vor. Der Schwan ist in der Dämmerung und in der Nacht aktiv.

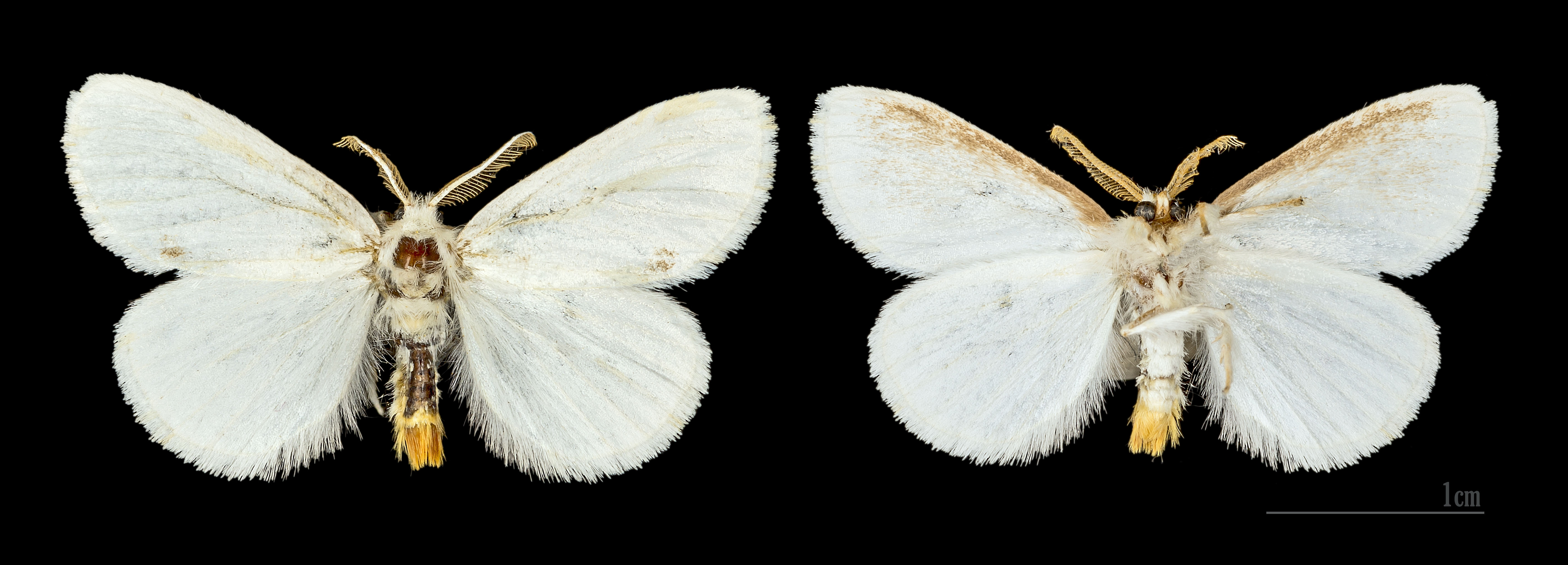
♂
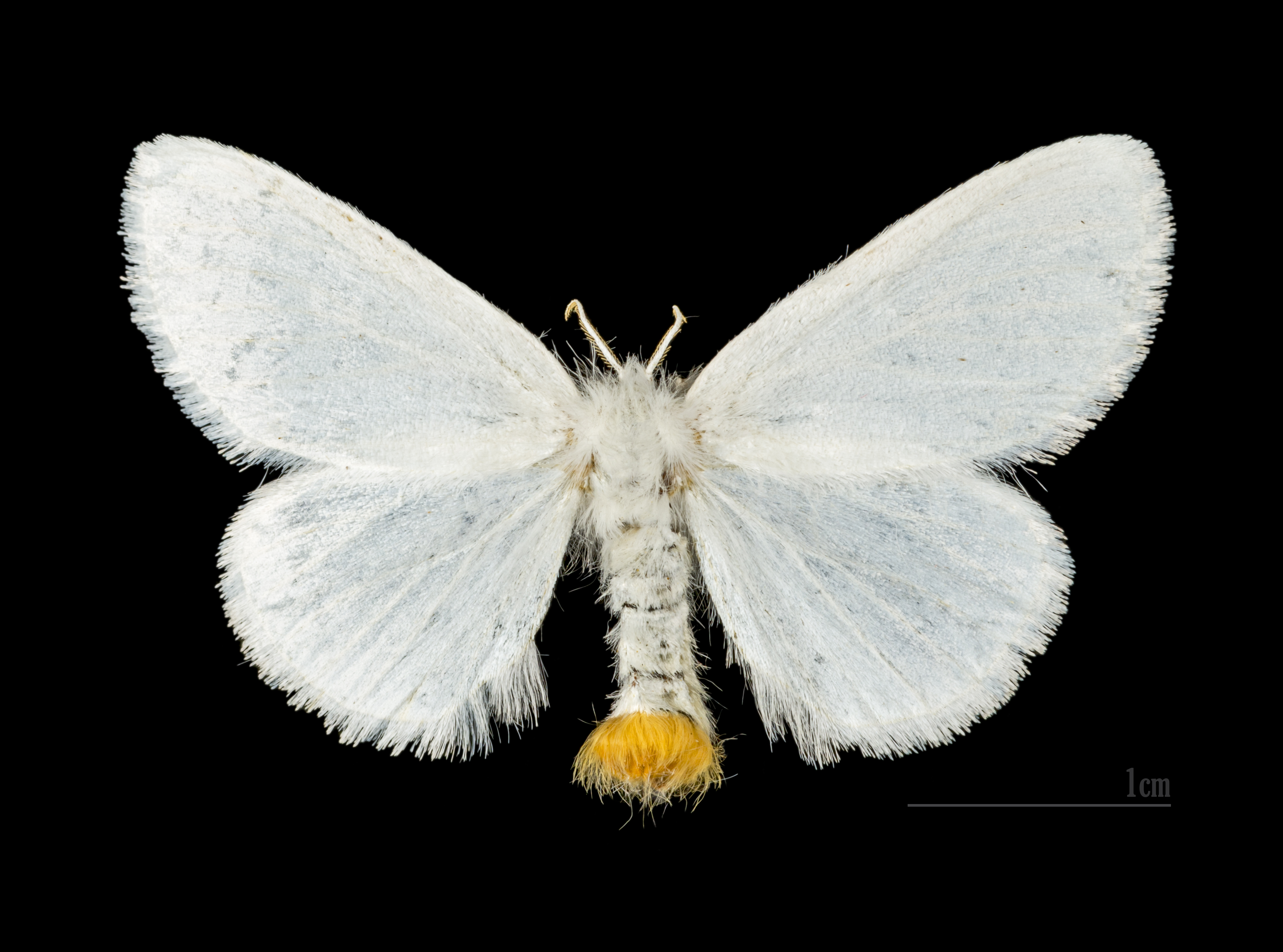
♀

### Ähnliche Arten
- Goldafter (Euproctis chrysorrhoea) (Linnaeus, 1758)
- Graubär (Diaphora mendica) (Clerck, 1759)

## Lebensraum
Man findet diese Schmetterlingsart in offenen Parklandschaften, lichten Laubwäldern, Obstanlagen und Gärten in ganz Europa. Das Verbreitungsgebiet erstreckt sich im Norden von Mittelskandinavien bis Südfinnland.

## Lebensweise
Die Raupen ernähren sich von Laubhölzern wie Pappeln, Linden und Eichen, aber auch Kirsch-, Apfel- und Pflaumenbäume sind gefragt, so dass es teilweise zu erheblichen Schäden in Obstgärten kommt.

### Flug- und Raupenzeit
Diese Tiere fliegen von Juni bis August. Von September bis Mai findet man die Raupen. Die Weibchen legen ihre Eier an die Unterseite von Blättern und bedecken sie mit den gelben Haaren ihres Hinterleibs. Direkt nach dem Schlüpfen beginnen die Raupen mit der Nahrungsaufnahme. Nach der zweiten Häutung verpuppen sie sich und überwintern in Holzritzen oder im Falllaub. Gegen Feinde sind die Raupen in den Warnfarben schwarz, weiß und rot gefärbt. Zusätzlich sind sie über und über mit ätzenden Haaren bedeckt, so dass ein Feind sich nicht noch einmal an ihr vergreift, wenn er schon einmal schlechte Erfahrungen gemacht hat.

## Synonyme
Euproctis similis (Fuesslin, 1775)

Phalaena similis (Fuesslin, 1775 | Originalkombination)